# Platygaster coronata
Platygaster coronata är en stekelart som först beskrevs av Charles Thomas Brues 1910.  Platygaster coronata ingår i släktet Platygaster och familjen gallmyggesteklar. Inga underarter finns listade i Catalogue of Life.